# Galium achurense
Galium achurense là một loài thực vật có hoa trong họ Thiến thảo. Loài này được Grossh. mô tả khoa học đầu tiên năm 1950.